# Faisceau d'indices
En droit, un faisceau d'indices est un ensemble d'indices qui, par leur convergence, permettent de prouver un fait juridique ou un acte juridique. Les indices sont alors considérés comme des éléments de preuve dont la constatation et la convergence font présumer l’existence du fait à démontrer. L’intérêt d’une telle technique est de permettre de statuer sur une situation qu'aucune preuve ne permet seule d'apprécier. Elle permet aussi d’introduire de la souplesse dans l’appréciation par le juge, à qui elle n'impose pas de caractériser tous les éléments de preuve, et la liste des indices n’est pas cumulative. Des outils de calcul et de représentation graphique peuvent être utilisés pour relier l’ensemble des hypothèses d’enquête avec les résultats observés ; il permet de bâtir une représentation scientifique du faisceau d’indices en tenant compte de leur force probante.

## Exemples d'utilisations

### Affaires criminelles
En 1991, la condamnation de Simone Weber accusée d'avoir tué son amant s'établit sur la base d'un faisceau d'indices concordants, mais aucune preuve irréfutable n'est trouvée, faute d'expertise génétique, et la principale accusée clame son innocence avant d'être libérée huit ans plus tard.
En 2004, la responsabilité d’Al-Qaïda dans les attentats de Madrid est fortement soupçonnée par un faisceau d'indices comme la découverte d'une camionnette contenant des détonateurs et une cassette de versets islamiques, avant que le groupe terroriste confirme en revendiquant l'attentat.
En 2014, le principal suspect du meurtre d'une joggeuse est condamné sur la base d'un faisceau d'indices concordants tendant à démontrer sa culpabilité : l'identification de sa voiture à proximité le jour du meurtre, le fait que ce dernier ait été commis près d'une route habituellement empruntée par le suspect, et un portrait robot correspondant reconstitué sur la base de témoignages concordants. En revanche, son ADN n'a pas été retrouvée sur les lieux du crime, ce qui aurait constitué une preuve suffisante pour l'inculper.
En 2018, le coupable du meurtre d'une étudiante est identifié par un faisceau d'indices incluant son passé judiciaire chargé, une rencontre entre lui et la victime peu de temps avant le crime, et des écoutes téléphoniques. Sa condamnation est confirmée en appel après que l'ADN de sa victime a été trouvée dans son appartement où des traces de sang ont été volontairement effacées, apportant des preuves formelles et suffisantes.

### Droit du travail
Dans le monde du travail, la discrimination subie par un salarié se démontre aussi fréquemment par la présentation d'un faisceau d'indices concordants, puisqu'une preuve formelle est difficile à établir. Par ailleurs, le lien de subordination entre un salarié et son employeur se détermine parfois par un faisceau d'indices, lorsque la rémunération et la prestation de travail ne suffise pas à établir ce dernier point.